# Bevrijdingsmonument Vreewijk
Bevrijdingsmonument Vreewijk is een oorlogsmonument in Vreewijk, een wijk in de Nederlandse stad Rotterdam. Het monument getuigt van de dankbaarheid van de wijkbewoners voor de bevrijding aan het einde van de Tweede Wereldoorlog.
Het monument van Joan Bakker en J.Poot werd op 5 mei 1950 door burgemeester Oud onthuld en bestaat uit een zuil waarop onderaan dansende figuren zijn uitgebeeld en waarbovenop een leeuw is aangebracht.
De tekst op de zuil luidt:
5 MEI

1945

WIJ

HERDENKEN

ONZE

GEVALLENEN